# Maria Dessauer
Maria Dessauer (* 3. August 1920 in Frankfurt am Main; † 22. Januar 2021 ebendort) war eine deutsche Schriftstellerin, Herausgeberin, Lektorin, Kinderbuchautorin und Übersetzerin.

## Leben und Wirken
Maria Dessauer kam am 3. August 1920 als drittes von vier Kindern und einzige Tochter des Physikers und Reichstagsabgeordneten Friedrich Dessauer und seiner Frau Elisabeth, geborene Elshorst, zur Welt. Dessauers Vorfahren waren überwiegend katholisch, ihr Ur-Urgroßvater Alois Dessauer und seine Frau waren 1805 vom Judentum zum Katholizismus konvertiert. Ihr Vater war aus politischen Gründen nationalsozialistischer Verfolgung ausgesetzt. Am Abend des 6. Februar 1933 erlebte Maria Dessauer den Überfall eines nationalsozialistischen Mobs auf das Wohnhaus der Familie mit. In der Folge nahm ihr Vater einen Ruf an die Universität Istanbul an. Während der Umzugsvorbereitungen wurde Dessauer zusammen mit ihrem Bruder Christoph bei Verwandten in Weinheim untergebracht. Anfang August 1933 emigrierte die Familie nach Istanbul. Aus Sorge über ihre Entwicklung in Istanbul wurde Dessauer von ihren Eltern Ende September 1935 nach Freiburg i. Ue. auf das katholische Mädcheninternat Sainte Croix geschickt. Ihre Eltern zogen 1937 ebenfalls von Istanbul nach Freiburg i. Ue., nachdem ihr Vater einen Ruf an die dortige Universität angenommen hatte. Mit ihnen zusammen kehrte Dessauer 1953 nach Frankfurt am Main zurück. Ab 1960 pflegte sie zusammen mit ihrer Mutter bis zu seinem Tod 1963 ihren Vater.
Mitte der 1950er Jahre trat Dessauer erstmals als Übersetzerin vor allem von Autoren aus dem Englischen und Französischen hervor. Sie übersetzte u. a. Lewis Carroll, Gustave Flaubert, Marguerite Duras, Colette, George Sand, Antonia White, William Saroyan, Héctor Bianciotti, Catherine Colomb, Jean Giono. Insgesamt sind rund 40 Übersetzungen von ihr bekannt. Ihre Flaubert-Übersetzungen gelten als die besten der deutschen Literaturgeschichte. 2001 erschien ihre letzte Übersetzung eines Romans, danach sind keine Übersetzungen mehr bekannt.
Ihre eigenen schriftstellerischen Arbeiten blieben relativ erfolglos. Ihr erster Roman Osman – Ein Allegretto capriccioso erschien 1956 und war noch von ihren Erlebnissen in Istanbul geprägt. 1959 wurde ihr zweiter und letzter Roman Herkun veröffentlicht, der vorab in der FAZ abgedruckt worden war. 1982 erschien mit König der Clowns. Aus dem Leben des Joseph Grimaldi eine kürzere Erzählung von Dessauer. Mit zwei kleinen Bändchen von Kinderversen veröffentlichte sie in den 1970er Jahren auch Kinderbücher, an denen die bekannte Autorin Elisabeth Borchers und der argentinische Künstler und Zeichner Oscar Conti beteiligt waren.
Als Lektorin war sie von 1974 bis 1983 beim Suhrkamp Verlag tätig.
Auch war sie als Herausgeberin tätig und brachte zwei Bände mit Märchen und Texten von Clemens von Brentano heraus sowie eine Anthologie mit Texten von Heinrich Böll, Adolf Muschg u. a.
Maria Dessauer lebte zeitlebens zurückgezogen in ihrer Heimatstadt Frankfurt am Main und ihr Tod wurde erst im Februar 2021 bekannt. Sie lebte zuletzt im Frankfurter Stadtteil Sachsenhausen, wo sie am 22. Januar 2021 im Alter von 100 Jahren starb; sie ist gewaltsam zu Tode gekommen. Festgenommen wurde eine frühere Pflegerin, die Maria Dessauer mit einem Kissen erstickt haben soll, um einen vorausgegangenen Hausfriedensbruch und Diebstahlsversuch zu verdecken. Die Pflegerin wurde am 11. November 2022 vom Landgericht Frankfurt am Main zu lebenslanger Haft verurteilt. Dessauer wurde in Aschaffenburg beigesetzt.

## Übersetzungen (Auswahl)
- Ein Hexenhaus. Antonia White, 1956.
- Die gläserne Wand. Antonia White, 1958.
- Armenische Fabeln. William Saroyan, 1959.
- Trumbull Park. Frank London Brown, 1961.
- Mann über Bord. Donald McNutt Douglass, 1962.
- Landru. Françoise Sagan, 1964.
- Chicago Blues. Frank London Brown, 1964.
- Ein Schloss in Schweden. Francoise Sagan, 1965.
- Eine katholische Kindheit. Mary McCarthy, 1966.